# Николаевские ворота (Динабургская крепость)
Николаевские ворота — одни из четырёх ворот Динабургской крепости, расположенной в городе Даугавпилсе (Латвия).

## Описание
Ворота выходят на реку Западная Двина /Даугава, ранее существовал деревянный мост над рвом крепости. Воссоздан в 2013 году. Через Двину наводился наплавной мост для сообщения с Мостовым прикрытием . Выполнены в неоготическом стиле, от ворот идет Императорская улица до Александровских ворот . Слева от ворот находится Водоподъёмное здание, рядом с воротами 26 июня 2012 года установлен постамент памятника Николая II в память пребывания Императора 29 октября 1904 года на смотре войск в Русско-Японскую войну 1904—1905 гг.; справа Артиллерийский арсенал. У ворот проходит поперечная улица Николая. За рвом находится караульное помещение Кордегардия в составе Первого берегового люнета. Зданию ворот 13 ноября 2013 года присвоен адрес: улица Николая 3А.

## История
Сооружение ворот запланировано и осуществлено в ходе строительства Динабургской крепости в 1824—1827 годах XIX века. Ворота крепости носят имена детей Императора Павла I. В течение 100 лет являлись парадными воротами крепости, для въезда Императора, Великих князей и гостей Российской империи. В воротах сохранились оригинальные дубовые створки ворот с шляпками кованных гвоздей (единственные из четырёх ворот). Под воротами существует водоотводной дренажный канал, отводивший избытки воды в ров крепости.

## Ворота в монетах
Вид ворот отражён на второй сувенирной монете города Даугавпилс, чеканена в 2012 году.

## Настоящее время

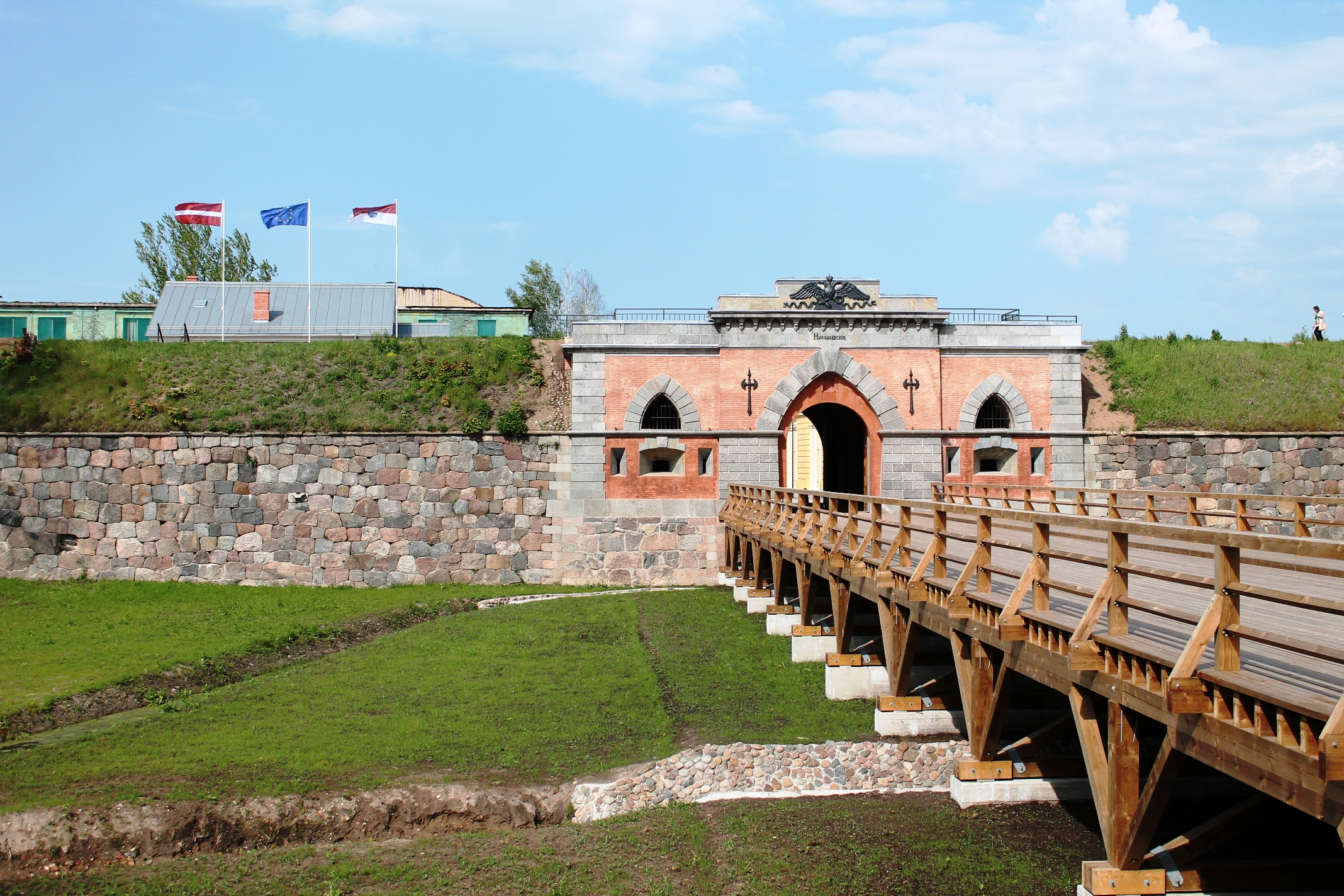
Вид на вход в крепость через Николаевские ворота

В октябре 2012 года началась работа по реставрации ворот, согласно проекту, разработанному в 2008 году. Окончание работ намечено на 2014 год. Закрыты для осмотра на время работ. Работы завершены к 20 декабря 2013 года, открыт доступ публики к воротам. С 10 марта 2014 года осмотр ворот и моста возможен с внутренней стороны крепости, ограничение будет действовать до конца декабря 2014 года, вызвано реставрацией Первого берегового люнета.
16 января 2013 года проведен демонтаж деревянных створок ворот, отправлены на реставрацию(смотреть с 4.17).
31 мая 2013 года разобрана кирпичная стена во внешних воротах, открыт вид на реку и караульное помещение.
23 августа 2013 года началась сборка деревянного моста через ров крепости, длина 55 метров ширина 8 метров.
4 октября 2013 года на внешний портал ворот водружён чугунный герб Российской империи (двуглавый орёл под императорской короной, вес 464 кг. Ранее два чугунных орла для Николаевских ворот прибыли из Лиепаи 30 сентября 2013 года, вес каждого 464 кг. 7 октября 2013 года на внутренний портал ворот установлен второй орёл.
К 8 ноября 2013 года завершена сборка моста через ров, 8 ноября в воротах поставлены створки внешних ворот, позднее будут обшиваться деревянным накладом на створки.

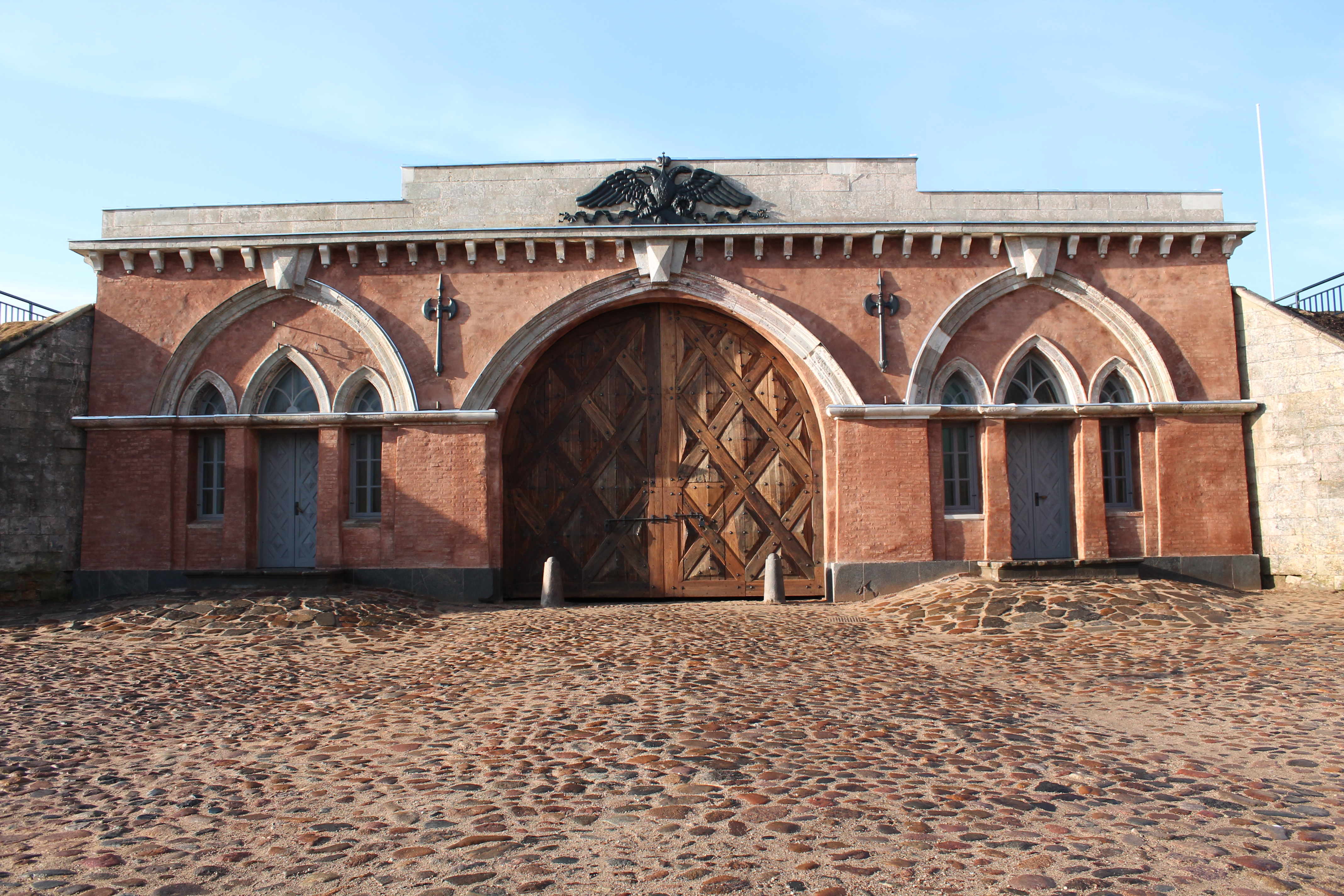
Внутренний фасад Николаевских ворот после реставрации

4 декабря 2013 года на своё место возвращены и установлены створки внутреннего портала ворот, снятые 16 января на реставрацию.
20 декабря 2013 года комиссия приняла от строителей ворота, мост, стоянку для транспорта, восстановленную часть Николаевской улицы с застройкой. Ворота открыты в рабочее время 10-17 часов.
Ворота были выдвинуты в январе 2014 года на республиканский конкурс в разделе «Реставрация-2013 год», 11 февраля 2014 года делегация экспертов осмотрела здание ворот.
28 марта 2014 ворота и мост получили первое место в разделе «Реставрация-2013».
16 мая 2014 года состоялась официальная церемония открытия ворот после реставрации. Клубы исторической реконструкции воспроизвели оборону крепости в 1812 году — столкновение французской и русской армий. Почтовый дилижанс приехал в крепость, в рамках экспедиции по почтовому тракту/шоссе Латвия-Литва-Польша. В боковых помещениях ворот устроены две выставки — ход реставрации и строительных работ на памятнике и находки в стенах крепости с 2010 года, показаны публике 16 мая.

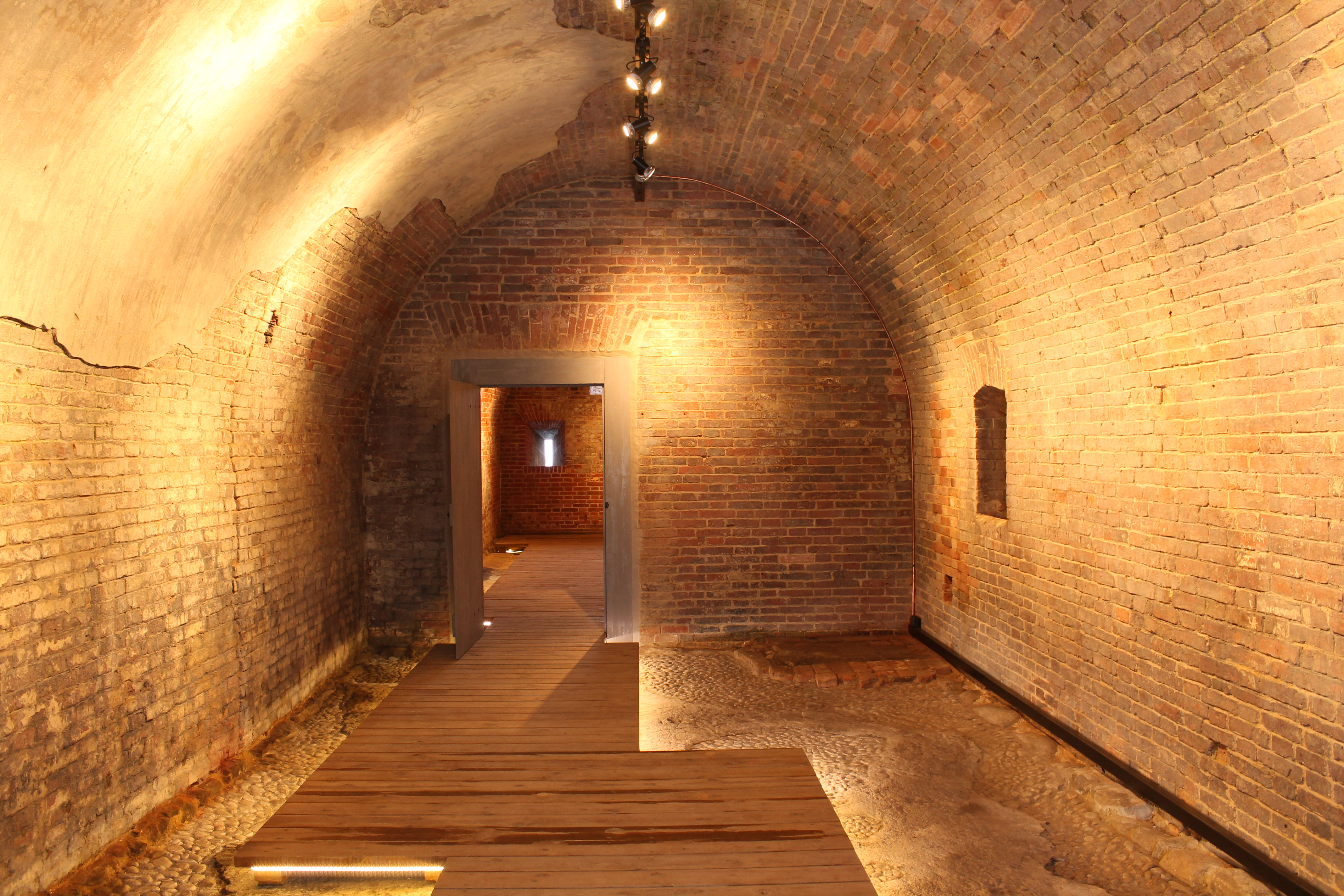
Внутренние (арестантские) помещения после реставрации

17 мая 2014 года ворота были одним из пунктов/объектов второй Ночи музеев в Крепости, подсветка ворот, деревянных конструкций моста, смотрового колодца дренажной галереи под воротами.
14 июня 2015 года в левом боковом помещении ворот начал работу сувенирный магазин.
18 августа 2015 года в правом помещении ворот в 10.30 прошла церемония открытия выставки одежды начала 19 века, из собрания общества «Atmiņu lāde» («Шкатулка памяти»), присутствовал вице-мэр Я. Дукшинский, телевидение Думы.